# Bandiera dell'Oblast' di Voronež
La bandiera dell'Oblast' di Voronež è il vessillo ufficiale dell'oblast' dell'oblast' di Voronež dal 5 luglio 2005.

## Descrizione
La bandiera è di forma rettangolare, di colore rosso, di proporzioni 2:3. Sul lato sinistro della bandiera, è riprodotto un particolare dello stemma dell'Oblast': un'anfora di colore bianco che cade da un ammasso di rocce di colore giallo.

## La bandiera dell'Oblast' di Voronež 1997-2005

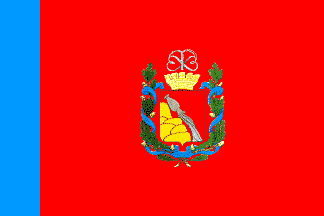
La bandiera dell'Oblast' fino al 2005

Dal 1997 al 2005, l'oblast' di Voronež usava una bandiera di colore rosso, con una striscia orizzontale di colore blu, con al centro la riproduzione integrale dello stemma dell'Oblast'.